# ディーン・リーコック
ディーン・リーコック（Dean LEACOCK, 1984年6月10日 - ）は、イングランド・クロイドン出身の元サッカー選手。現役時代のポジションはDF。

## 経歴
バルバドス系の家族の下ロンドンのクロイドンに生まれる。2002年7月にフラムFCと3年間のプロ契約を結び、新たなリオ・ファーディナンドと将来を嘱望される。同年12月4日に行われたフットボールリーグカップのウィガン・アスレティックFC戦でプロデビューを果たした。翌年9月28日のブラックバーン・ローヴァーズ戦では、モリッツ・フォルツに代わって後半からピッチに立ちプレミアリーグ初出場を勝利で飾った。
2016年よりナショナルリーグ・サウスのウェリング・ユナイテッドFCに加入した